# Labronema thornei
Labronema thornei är en rundmaskart som beskrevs av Ferris 1968. Labronema thornei ingår i släktet Labronema och familjen Dorylaimidae. Inga underarter finns listade i Catalogue of Life.